# Ípsilon Aquarii
Ípsilon Aquarii o Úpsilon Aquarii (υ Aqr / 59 Aquarii) es una estrella en la constelación de Acuario.
Su magnitud aparente es +5,20 y se encuentra a 74 años luz del sistema solar.
Es miembro de la Asociación estelar de Hércules-Lyra —definida por vez primera en 2004—, a la que también parecen pertenecer α Circini y MN Ursae Majoris.
Ípsilon Aquarii es una enana amarilla de tipo espectral F7V cuya temperatura superficial es de 6551 K.
Gira sobre sí misma con una velocidad de rotación igual o mayor de 35,7 ± 1,8 km/s, completando una vuelta en menos de 2,18 días.
Su metalicidad puede ser comparable a la solar ([Fe/H] = +0,06), aunque otra fuente establece un contenido metálico un 73% mayor que el del Sol ([Fe/H] = +0,24).
Tiene una masa de 1,34 masas solares y su antigüedad no es bien conocida; diversos estudios cifran su edad entre 150 y 1600 millones de años.
Ípsilon Aquarii parece tener una compañera estelar cuya separación visual con ella es de 6,1 segundos de arco. Descubierta en 2005, la separación y posición relativa de las dos estrellas ha permanecido inalterada durante más de un año, lo que indica a relación física entre ambas. El brillo de la acompañante es unas 125 veces menor que el de Ípsilon Aquarii.